# Paiste
 (août 2025).
La mise en forme du texte ne suit pas les recommandations de Wikipédia : il faut le « wikifier ».
Les points d'amélioration suivants sont les cas les plus fréquents. Le détail des points à revoir est peut-être précisé sur la page de discussion.
- Les titres sont pré-formatés par le logiciel. Ils ne sont ni en capitales, ni en gras.
- Le texte ne doit pas être écrit en capitales (les noms de famille non plus), ni en gras, ni en italique, ni en « petit »…
- Le gras n'est utilisé que pour surligner le titre de l'article dans l'introduction, une seule fois.
- L'italique est rarement utilisé : mots en langue étrangère, titres d'œuvres, noms de bateaux, etc.
- Les citations ne sont pas en italique mais en corps de texte normal. Elles sont entourées par des guillemets français : « et ».
- Les listes à puces sont à éviter, des paragraphes rédigés étant largement préférés. Les tableaux sont à réserver à la présentation de données structurées (résultats, etc.).
- Les appels de note de bas de page (petits chiffres en exposant, introduits par l'outil «  Source ») sont à placer entre la fin de phrase et le point final[comme ça].
- Les liens internes (vers d'autres articles de Wikipédia) sont à choisir avec parcimonie. Créez des liens vers des articles approfondissant le sujet. Les termes génériques sans rapport avec le sujet sont à éviter, ainsi que les répétitions de liens vers un même terme.
- Les liens externes sont à placer uniquement dans une section « Liens externes », à la fin de l'article. Ces liens sont à choisir avec parcimonie suivant les règles définies. Si un lien sert de source à l'article, son insertion dans le texte est à faire par les notes de bas de page.
- La présentation des références doit suivre les conventions bibliographiques. Il est recommandé d'utiliser les modèles {{Ouvrage}}, {{Chapitre}}, {{Article}}, {{Lien web}} et/ou {{Bibliographie}}. Le mode d'édition visuel peut mettre en forme automatiquement les références.
- Insérer une infobox (cadre d'informations à droite) n'est pas obligatoire pour parachever la mise en page.

Pour une aide détaillée, merci de consulter Aide:Wikification.
Si vous pensez que ces points ont été résolus, vous pouvez retirer ce bandeau et améliorer la mise en forme d'un autre article.
 (août 2025).
Motif : aucune source
- Archive Wikiwix
- Bing
- Cairn
- DuckDuckGo
- E. Universalis
- Gallica
- Google
- G. Books
- G. News
- G. Scholar
- Persée
- Qwant
- (zh) Baidu
- (ru) Yandex
- (wd) trouver des œuvres sur Wikidata

| 1. | Préciser le motif de la pose du bandeau. | Précisez le motif de la pose du bandeau en utilisant la syntaxe suivante : {{admissibilité à vérifier\|date=août 2025\|motif=remplacez ce texte par le motif}}              |
| 2. | Informer les utilisateurs concernés.     | Pensez à avertir le créateur de l'article, par exemple, en insérant le code ci-dessous sur sa page de discussion : {{subst:avertissement admissibilité à vérifier\|Paiste}} |

 (novembre 2014).
Si vous disposez d'ouvrages ou d'articles de référence ou si vous connaissez des sites web de qualité traitant du thème abordé ici, merci de compléter l'article en donnant les références utiles à sa vérifiabilité et en les liant à la section « Notes et références ».

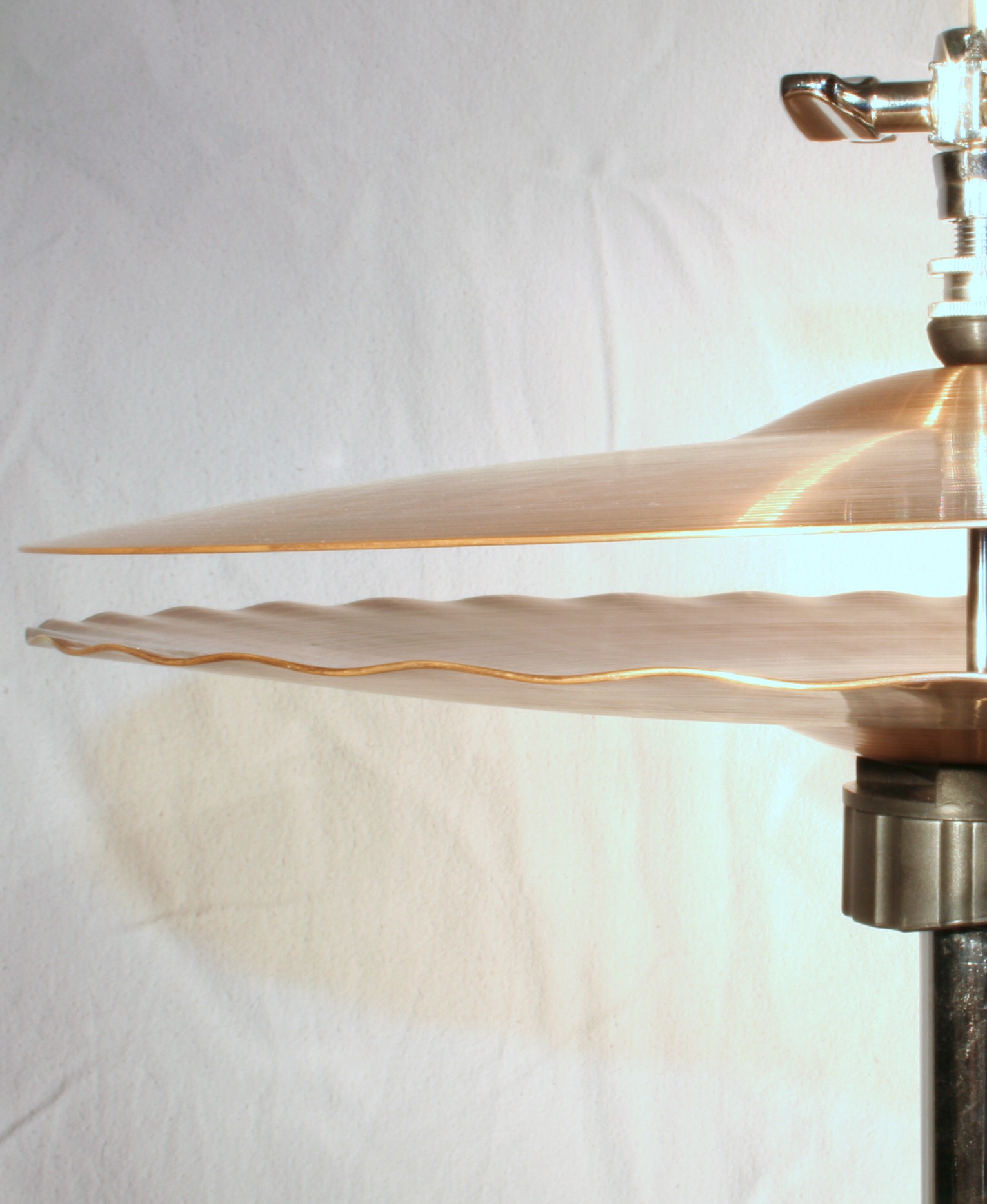
Vue de profil d'un charleston Paiste Sound Edge de 14", mettant en évidence le bord particulier de la cymbale inférieure, destiné à offrir des harmoniques plus riches et un son brillant et ouvert.

Paiste est un fondeur de cymbales suisse implanté également en Allemagne et aux États-Unis.

## Histoire de l'entreprise

### Russie (1901-1916)
L'activité de la marque débute en Russie impériale, en 1901. Le musicien estonien Michail Tooms Paiste, fondateur d'une maison d'édition, ouvre un atelier d'instruments de musique à Saint-Pétersbourg. La Révolution russe contraint le fondateur à retourner dans son pays d'origine, l'Estonie.

### Estonie (1917-1939)
Entre 1917 et 1939, l'entreprise se tourne vers la fabrication de cymbales pour fanfares et orchestres symphoniques. Michail M. Paiste, fils du fondateur, prend durant cette période la direction de Paiste.

### Pologne (1940-1944)
La Seconde Guerre mondiale force à nouveau l'entreprise familiale à déménager, cette fois-ci pour la Pologne. Malgré de grandes difficultés d'approvisionnement dues à des pénuries de matières premières, Paiste survit à cette crise importante et conserve ses contacts commerciaux au niveau international.

### Allemagne (1945-)
L'entreprise se déplace en Allemagne à la fin du conflit et relance sa production.

### Suisse (1957-)
Une filiale est créée en Suisse en 1957 sous le nom de Paiste Switzerland. Ce nouveau site de production devient par la suite le siège social de l'entreprise.

### États-Unis (1981-)
Enfin, en 1981, Paiste s'implante aux États-Unis.

### Estonie & Espagne (1995-2005)
En 1995, la société retourne chez elle en installant une filiale en Estonie après une absence de plus de 50 ans. La même année, une entreprise est fondée en Espagne.

## Cymbales

### 101 Brass
Les 101 Brass sont les cymbales d'entrée de gamme de chez Paiste et qui conviennent parfaitement pour les débutants.

### PST 3
Les cymbales de la série PST 3 sont faites de cuivre sélectionné. Ces cymbales sont d'un excellent rapport qualité/prix.

### PST 5
Les cymbales de la série PST 5 sont réalisées dans un alliage en bronze, de qualité supérieure avec un prix légèrement plus élevé.

### PST 7
Les cymbales de cette série sont apparues en 2014, elles sont fabriquées à la main dans la même lignée que la série 2002.
Elles représentent un prix raisonnable ainsi qu'une qualité semi-professionnelle.

### PST 8
Les cymbales de la nouvelle série PST 8 sont fabriquées à partir de la légendaire série 2002 Bronze, affinées par martelage traditionnel à la main et mises au point avec la finition Reflector. Cette série est sortie en 2012. Ces caractéristiques donnent à ces cymbales le charisme de la série 2002 et un sustain d'une grande pureté, le tout à des prix très attractifs.

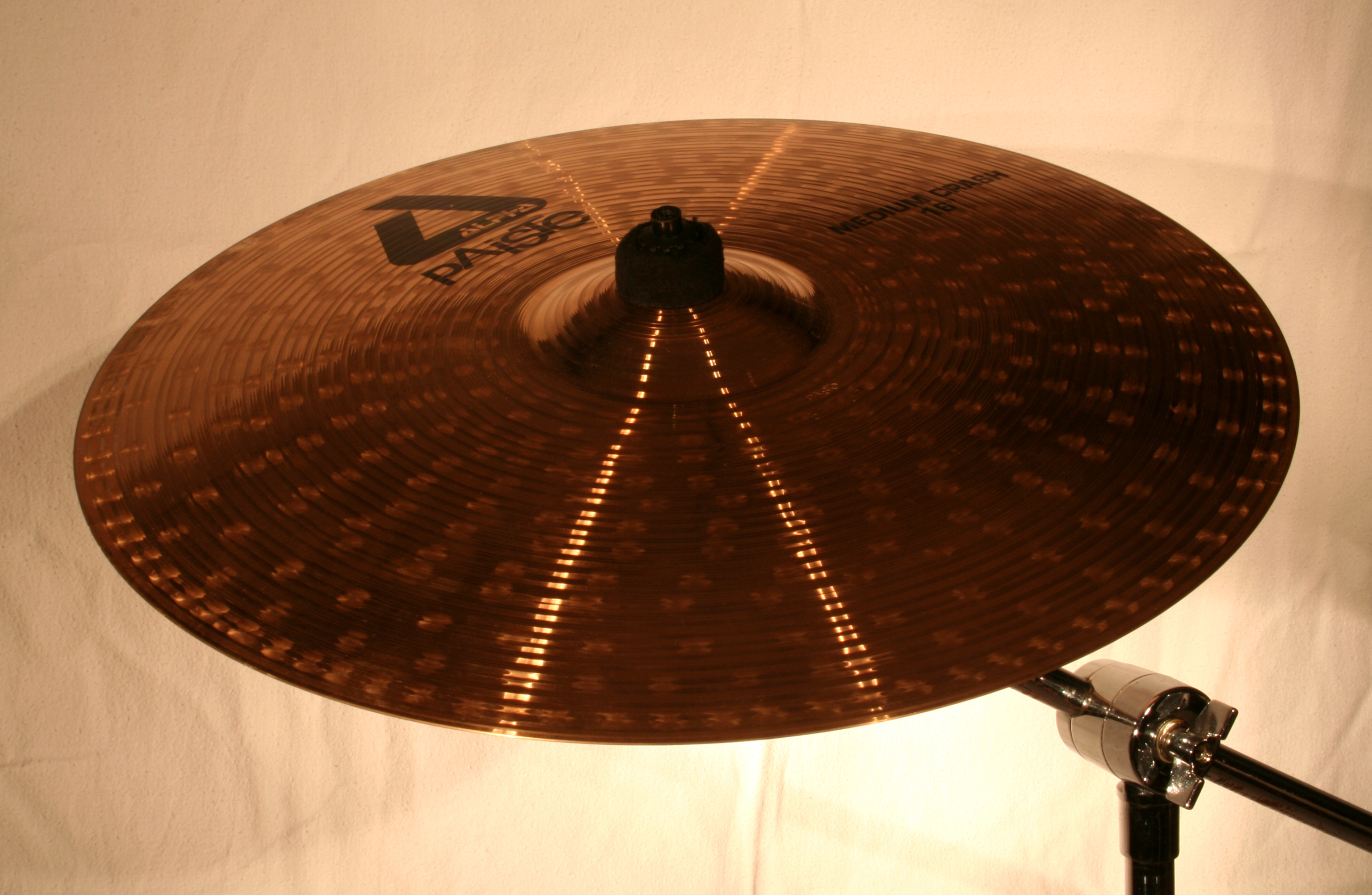
Alpha Medium Crash 16"

### Alpha
Conçues à partir d'un alliage de bronze, les nouvelles cymbales Alpha ont été complètement repensées et redessinées afin de répondre aux demandes des musiciens actuels. Bénéficiant à la fois d'un processus de fabrication High Tech et traditionnel, elles sont à la fois tranchantes, expressives et chaleureuses.

### Giant Beat
Les sonorités brillantes, chaudes, et complexes des Giant Beat séduiront les amateurs de sons vintage des années 1970.

### RUDE
En réponse aux évolutions extrêmes de la musique comme le punk, power et speed métal dans la fin des années 1970, Paiste développa alors la série RUDE. Ces cymbales sont d'un aspect des plus agressifs, ayant toutes la même épaisseur et offrant de lourdes harmoniques dans les moyennes fréquences à haut volume.

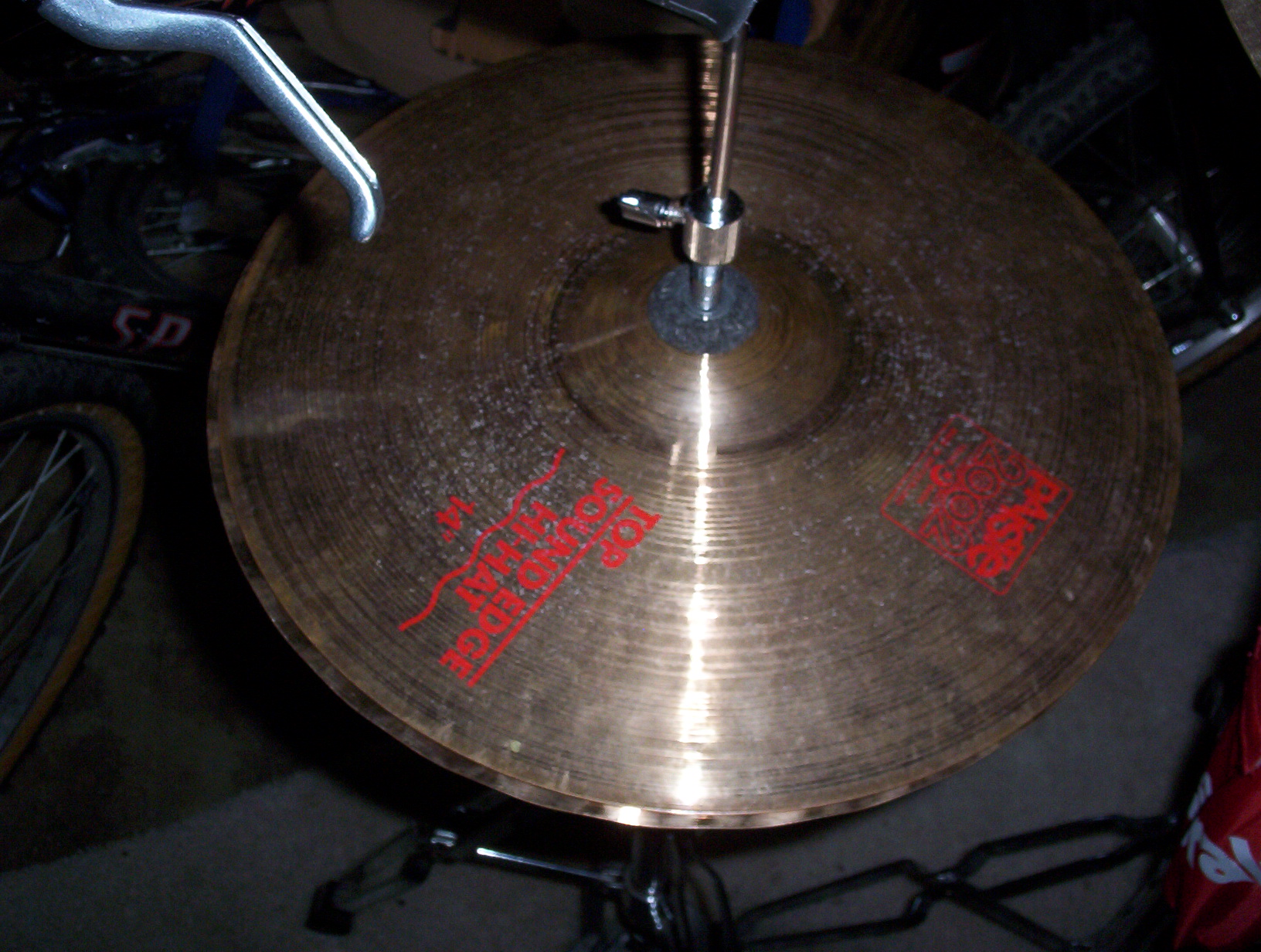
2002 Hi Hat Sound Edge 14"

### 2002
Les 2002 sont fabriquées à partir de l'alliage de bronze Cusn8 avec 92 % de cuivre et 8 % d'étain, d'abord utilisé en 1963 pour les fameuses séries Giant Beat. Elles s'utilisent dans toutes les situations requérant de l'énergie, de la chaleur, de la musicalité et de la précision. Par ailleurs, elles peuvent être décrites comme vives, chaudes, puissantes, incisives, avec une extrême projection. Leur sonorité originale a été développée durant les années 1970, avec l'aide des plus grandes stars du Rock, Jazz, Fusion ou Country de l'époque.

### Formula 602
Paiste ressort la légendaire gamme 602 conçu initialement en 1959. Elles sont fabriquées comme à l'origine pour une sonorité unique, pure et claire, pour un jeu précis. Idéale pour un jeu à volume sonore modéré et en conditions de studio.

### Signature
Introduites en 1989, les Signature représentent le meilleur compromis pour la scène et le studio, choix idéal pour les batteurs et percussionnistes au jeu précis. Leurs sonorités délicates et sensibles renferment une très forte dose d'énergie ne demandant qu'à être exploitée de manière subtile.

### Signature Dark Energy
La nouvelle série Signature Dark Energy de chez Paiste est issue d'une fusion des caractéristiques fondamentales des séries Signature et Traditionals. Ces cymbales combinent la profondeur, l'obscurité, et les sonorités complexes avec l'éclat, la richesse et la projection. De plus, elles possèdent une remarquable projection.

### Signature Traditionals
La série Paiste Signature Traditionals recrée pour vous les sonorités perdues des cymbales d'antan. Introduite au catalogue en 1996, cette série bénéficie d'un énorme savoir-faire artisanal. Blues, Swing, Big-Band, Be-Bop...tous les sons spécifiques à ces styles de musique ont été intensivement recherchés puis re-développés de façon à les rendre accessible à tous.

### PSTx
Une nouvelle lignée sortie en janvier 2015 présentant des cymbales d'effets à un prix assez abordable.
Un hi hat de 12 pouces créé en collaboration avec Stewart Copeland sous la série Signature a été mis en vente Milieu 2015.

## Batteursconnus utilisant des cymbales Paiste
- Brad Wilk de Rage Against The Machine
- Aquiles Priester de Hangar
- HELLHAMMER de Mayhem
- Eric Carr de Kiss
- Nick Mason de Pink Floyd
- Phil Rudd d'AC/DC
- Ricardo Balleza de Ex godless, Ex Elite 4 Independent
- Frank Beard de ZZ Top
- Charlie Benante de Anthrax
- John Bonham de Led Zeppelin
- Bill Bruford de Yes, Earthworks, King Crimson
- Danny Carey de Tool
- Stewart Copeland de The Police
- Luis "chocs" Campos - Collinz Room
- Dave Lombardo de Slayer
- Chad Butler de Switchfoot
- Nicko McBrain de Iron Maiden[3]
- Clive Burr de Iron Maiden
- Larry Mullen Jr. de U2
- Ian Paice de Deep Purple
- Carl Palmer de Asia et Emerson, Lake & Palmer
- Jeff Porcaro de Toto
- Herman Rarebell de Scorpions
- Alex González de MANA
- Alfonso André de Caifanes et Jaguares
- Scott Rockenfield de Queensrÿche
- Gina Schock de The Go-Go's
- Chris Slade
- Tommy Lee de Mötley Crüe (utilisé de 1981–2004)
- Scott Travis de Judas Priest
- Alex Van Halen de Van Halen
- David Silveria de KoЯn
- Joey Jordison de Slipknot
- Josh Freese de A Perfect Circle
- Jukka Nevalainen de Nightwish
- Tico Torres de Bon Jovi
- Zbigniew Robert Promiński "Inferno" - Behemoth
- John Dolmayan de System of a Down
- Marko Atso de Metsatöll
- Cozy Powell de Rainbow et Black Sabbath
- Andy de Leonidas
- Keith Moon de The Who
- Rick Buckler de The Jam
- Ryan Huddleston - Violent Affair
- Jason McGerr de Death Cab for Cutie
- Tommy Ramone de The Ramones
- Marky Ramone de The Ramones
- Jason Duffy de Michael Flatley et [[The

Corrs]]
- Meg White de The White Stripes
- Ashoor Zafarmoradian (مازیار فلاحی)
- Terry Williams. Man band et Dire Straits
- Nicolas Bastos  de dagoba
- London Symphonic orchestra[4]